# Butterworth (Malaisie)
Pour les articles homonymes, voir Butterworth.
Butterworth est la plus grande ville urbaine de la ville de Seberang Perai, dans le Penang, en Malaisie. Elle se trouve à environ 3 kilomètres à l'est de George Town, la capitale du Penang, de l'autre côté du détroit de Pénang. En 2021, Butterworth a une population totale de 107 591 habitants.
Butterworth a été nommé d'après William John Butterworth, ancien gouverneur des Straits Settlements au milieu du XIXe siècle. Sous le Raj britannique, la ville est devenue une plaque tournante du transport, en raison de sa proximité avec George Town. Alors que la Compagnie britannique des Indes orientales a initialement obtenu Seberang Perai (alors nommé province Wellesley) à des fins agricoles, Butterworth a également été témoin d'une industrialisation massive au cours de la seconde moitié du XXe siècle. En 1974, le port de Penang (en) a été transféré dans la ville et est actuellement l'un des ports maritimes les plus actifs de Malaisie. La gare de Butterworth (en) est une importante gare ferroviaire malaise, avec des services ferroviaires exploités à la fois par le chemin de fer malais (Keretapi Tanah Melayu) et le chemin de fer national de Thaïlande. L'un des principaux transport reste toutefois le ferry.
Butterworth abrite également RMAF Butterworth, une des bases majeure de l'armée de l'air royale de Malaisie.